# Brasil nos Jogos Olímpicos de Verão da Juventude de 2010
O Brasil participou dos Jogos Olímpicos de Verão da Juventude de 2010 em Cingapura. Sua delegação consistiu de 81 atletas que competiram em 18 esportes. Atletas brasileiros conquistaram duas medalhas de ouro, três de prata e uma de bronze.

## Medalhistas
| Medalha | Nome | Esporte   | Evento                        | Data         |
| ------- | --- | --------- | ----------------------------- | ------------ |
| Ouro    | Caio dos Santos | Atletismo | Salto em distância masculino  | 22 de agosto |
| Ouro    | David Lourenço da Costa | Boxe      | Peso meio-médio (até 69 kg)   | 25 de agosto |
| Prata   | Flávia Gomes | Judô      | Até 63 kg feminino            | 22 de agosto |
| Prata   | Thiago Braz da Silva | Atletismo | Salto com vara masculino      | 23 de agosto |
| Prata   | Felipe Wu | Tiro      | Carabina de ar 10 m masculino | 24 de agosto |
| Bronze  | Ana Eduarda Vieira Caroline Martins Deborah Nunes Elaine Barbosa Fernanda Marques Francielle da Rocha Gabriela Constantino Isadora Garcia Juliana de Araújo Keila Alves Laís da Silva Larissa Araújo Patrícia da Silva Thayanne Lopes | Handebol  | Torneio Feminino de Handebol  | 25 de agosto |

## Atletismo

### Feminino
| Evento                         | Atleta               | Qualificação | Qualificação | Final     | Final        |
| Evento                         | Atleta               | Resultado    | Posição      | Resultado | Posição      |
| ------------------------------ | -------------------- | ------------ | ------------ | --------- | ------------ |
| Salto em distância feminino    | Andressa Fidelis     | 5.85         | 9º           | 5.45      | 5º (Final B) |
| 100 m feminino                 | Jéssica dos Reis     | 11.95        | 7º (3º q3)   | 11.94     | 6º (Final A) |
| 2000 m com obstáculos feminino | July Ferreira        | 7:01.84      | 6º           | 6:56.00   | 6º (Final A) |
| 400 m com barreiras feminino   | Natânia Habitzreiter | 1:01.46      | 8º (4º q1)   | 1:02.44   | 8º (Final A) |
| Arremesso de peso feminino     | Saionara Pavanatto   | 11.90        | 14º          | 11.92     | 6º (Final B) |
| 100 m com barreiras feminino   | Tamara Alexandrino   | 14.29        | 12º (5º q3)  | 14.12     | 4º (Final B) |

### Masculino
| Evento                          | Atleta                                          | Qualificação | Qualificação | Final      | Final        |
| Evento                          | Atleta                                          | Resultado    | Posição      | Resultado  | Posição      |
| ------------------------------- | ----------------------------------------------- | ------------ | ------------ | ---------- | ------------ |
| 200 m masculino                 | Antonio Rodrigues                               | 21.70        | 3º (2º q4)   | 21.60      | 8º (Final A) |
| Salto em distância masculino    | Caio Cézar                                      | 7.66         | 1º           | 7.69       | [ 18 ]       |
| Revezamento masculino           | Caio Cézar (como integrante da equipe Américas) |              |              | 1:51.38    | [ 19 ]       |
| Salto em altura masculino       | Felipe Hickmann                                 | 1.90         | 14º          | 1.90       | 6º (Final B) |
| 2000 m com obstáculos masculino | Ioran Etchechury                                | 6:39.87      | 12º          | Não largou | -- (Final B) |
| 110 m com barreiras masculino   | Jean Roberto Franchini                          | 14.13        | 10º (2º q1)  | 13.76      | 1º (Final B) |
| 1000 m masculino                | Joseilton Cunha                                 | 2:25.49      | 9º (3º q1)   | 2:24.14    | 5º (Final A) |
| 400 m masculino                 | Leandro Pitarelli                               | 48.23        | 8º (3º q3)   | 47.59      | 5º (Final A) |
| Salto triplo masculino          | Paulo Sérgio Oliveira                           | 15.44        | 3º           | 15.63      | 5º (Final A) |
| Salto com vara masculino        | Thiago Braz                                     | 4.60         | 8º           | 5.05       | [ 33 ]       |

## Basquetebol
Feminino:
| Elenco                                                     | Preliminares                                                                | Preliminares | Quartas-de-final      | Classificação 5-8         | Disputa pelo 5º lugar | Pos. final |
| Elenco                                                     | Grupo C                                                                     | Pos.         | Quartas-de-final      | Classificação 5-8         | Disputa pelo 5º lugar | Pos. final |
| ---------------------------------------------------------- | --------------------------------------------------------------------------- | ------------ | --------------------- | ------------------------- | --------------------- | ---------- |
| Érika Leite Isabela Macedo Joice Coelho Stephanie Oliveira | CZE Chéquia V 30-26 THA Tailândia V 31-9 CHN China D 24-28 MLI Mali V 34-14 | 2º           | AUS Austrália D 20-23 | KOR Coreia do Sul V 28-13 | JPN Japão D 29-32     | 6º         |

## Boxe
| Atleta                  | Evento                  | Preliminares         | Semifinais                   | Final                      | Pos. final      |
| ----------------------- | ----------------------- | -------------------- | ---------------------------- | -------------------------- | --------------- |
| David Lourenço da Costa | Peso meio-médio (69 kg) | ZAM Ben Muziyo V 6-2 | KGZ Islomzhon Dalibaev V 2-1 | UZB Ahmad Mamadjanov V 7-3 | Medalha de ouro |

## Canoagem
| Evento                  | Atleta              | Tomada de tempo | Tomada de tempo | 1ª rodada                            | Repescagem         | Oitavas-de-final                     | Quartas-de-final                            | Semi-finais        | Final              | Pos. final  |             |
| Evento                  | Atleta              | Resultado       | Pos.            | Oponente Resultado                   | Oponente Resultado | Oponente Resultado                   | Oponente Resultado                          | Oponente Resultado | Oponente Resultado | Pos. final  |             |
| ----------------------- | ------------------- | --------------- | --------------- | ------------------------------------ | ------------------ | ------------------------------------ | ------------------------------------------- | ------------------ | ------------------ | ----------- | ----------- |
| Velocidade C1 masculino | Isaquias dos Santos | 1:41.53         | 1º              | Sem oponente                         |                    | ARM Edgar Babayan V 1:44.89 (bat. 1) | MEX Pedro Castañeda D 1:53.21 (bat. 2)      | Não avançou        | Não avançou        | Não avançou | Não avançou |
| Slalom C1 masculino     | Isaquias dos Santos | 1:51.20         | 5º              | ROU Andrei Liferi V 1:53.23 (bat. 5) |                    | CRO Matija Burisa V 1:51.66 (bat. 5) | CAN Hayden Daniels D Não completou (bat. 4) | Não avançou        | Não avançou        | Não avançou | Não avançou |

## Ciclismo
| Equipe             | Prova                     | Corta-mato | Corta-mato | Contra-relógio | Contra-relógio | BMX  | BMX   | Estrada masculino* | Pontos | Pos. final |
| Equipe             | Prova                     | Fem.       | Masc.      | Fem.           | Masc.          | Fem. | Masc. | Estrada masculino* | Pontos | Pos. final |
| ------------------ | ------------------------- | ---------- | ---------- | -------------- | -------------- | ---- | ----- | ------------------ | ------ | ---------- |
| Guilherme Pineyrua | Equipes mistas combinadas |            |            |                | 30             |      |       | Não completou      | 293    | 13º        |
| Leandro Miranda    | Equipes mistas combinadas |            |            |                |                |      | 40    | 72                 | 293    | 13º        |
| Mayara Perez       | Equipes mistas combinadas | 40         |            | 40             |                | 1    |       |                    | 293    | 13º        |
| William Alexi      | Equipes mistas combinadas |            | 70         |                |                |      |       | 72                 | 293    | 13º        |

*Na prova de estrada apenas a melhor pontuação foi considerada.

## Desportos aquáticos

### Natação

#### Feminino
| Atleta                                                              | Prova                    | Elims.  | Elims.      | Semifinal   | Semifinal   | Final       | Final       |
| Atleta                                                              | Prova                    | Tempo   | Pos.        | Tempo       | Pos.        | Tempo       | Pos.        |
| ------------------------------------------------------------------- | ------------------------ | ------- | ----------- | ----------- | ----------- | ----------- | ----------- |
| Alessandra Marchioro                                                | 50 m livre feminino      | 26.34   | 4º (1º q8)  | 25.85       | 4º (2º sf1) | 25.92       | 4º          |
| Alessandra Marchioro                                                | 100 m livre feminino     | 56.74   | 2º (2º q6)  | 56.82       | 5º (2º sf1) | 57.12       | 5º          |
| Alessandra Marchioro                                                | 50 m peito feminino      | 32.65   | 2º (1º q4)  | 32.70       | 4º (2º sf1) | 32.60       | 4º          |
| Bruna Rocha                                                         | 50 m borboleta feminino  | 28.23   | 9º (2º q2)  | 28.09       | 9º (5º sf2) | Não avançou | Não avançou |
| Bruna Rocha                                                         | 100 m borboleta feminino | 1:03.07 | 20º (6º q3) | Não avançou | Não avançou | Não avançou | Não avançou |
| Carolina Bergamaschi                                                | 50 m livre feminino      | 26.35   | 5º (2º q9)  | 26.13       | 5º (3º sf2) | 26.24       | 7º          |
| Carolina Bergamaschi                                                | 100 m peito feminino     | 1:16.42 | 27º (8º q3) | Não avançou | Não avançou | Não avançou | Não avançou |
| Julia Gerotto                                                       | 400 m livre feminino     | 4:23.71 | 11º (5º q4) |             |             | Não avançou | Não avançou |
| Julia Gerotto                                                       | 200 m borboleta feminino | 2:14.61 | 5º (3º q3)  |             |             | 2:13.74     | 5º          |
| Julia Gerotto                                                       | 200 m costas feminino    | 2:23.75 | 25º (2º q1) |             |             | Não avançou | Não avançou |
| Alessandra Marchioro Bruna Rocha Carolina Bergamaschi Julia Gerotto | 4x100 m livre feminino   | 3:54.87 | 5º (3º q1)  |             |             | 3:52.86     | 5º          |
| Alessandra Marchioro Bruna Rocha Carolina Bergamaschi Julia Gerotto | 4x100 m medley feminino  | 4:25.66 | 8º (5º q1)  |             |             | 4:24.62     | 7º          |

#### Masculino
| Atleta                                                               | Prova                    | Elims.     | Elims.      | Semifinal   | Semifinal    | Final       | Final       |
| Atleta                                                               | Prova                    | Tempo      | Pos.        | Tempo       | Pos.         | Tempo       | Pos.        |
| -------------------------------------------------------------------- | ------------------------ | ---------- | ----------- | ----------- | ------------ | ----------- | ----------- |
| Pedro Costa                                                          | 50 m borboleta masculino | 24.98      | 3º (1º q1)  | 25.02       | 6º (3º sf2)  | 24.81       | 4º          |
| Pedro Costa                                                          | 50 m costas masculino    |            |             | 27.04       | 8º (3º sf2)  | 27.16       | 8º          |
| Pedro Costa                                                          | 100 m costas masculino   | 59.46      | 22º (7º q2) | Não avançou | Não avançou  | Não avançou | Não avançou |
| Pedro Henrique de Souza                                              | 200 m livre masculino    | 1:57.97    | 33º (6º q6) |             |              | Não avançou | Não avançou |
| Vinicius Borges                                                      | 50 m peito masculino     | 29.73      | 8º (4º q3)  | 29.75       | 9º (4º sf1)  | Não avançou | Não avançou |
| Vinicius Borges                                                      | 100 m peito masculino    | 1:07.78    | 24º (7º q4) | Não avançou | Não avançou  | Não avançou | Não avançou |
| Victor Rodrigues                                                     | 50 m livre masculino     | 24.27      | 22º (8º q6) | Não avançou | Não avançou  | Não avançou | Não avançou |
| Victor Rodrigues                                                     | 100 m livre masculino    | 51.92      | 15º (4º q6) | 52.07       | 15º (8º sf2) | Não avançou | Não avançou |
| Victor Rodrigues                                                     | 200 m livre masculino    | 1:52.99    | 13º (5º q4) |             |              | Não avançou | Não avançou |
| Victor Rodrigues                                                     | 400 m livre masculino    | 4:01.56    | 11º (4º q3) |             |              | Não avançou | Não avançou |
| Pedro Costa Pedro Henrique de Souza Vinicius Borges Victor Rodrigues | 4x100 m livre masculino  | 3:32.64    | 11º (6º q2) |             |              | Não avançou | Não avançou |
| Pedro Costa Pedro Henrique de Souza Vinicius Borges Victor Rodrigues | 4x100 m medley masculino | Não largou | -- (--º q2) |             |              | Não avançou | Não avançou |

#### Misto
| Atleta                                                                 | Prova                | Elims.  | Elims.      | Semifinal | Semifinal | Final       | Final       |
| Atleta                                                                 | Prova                | Tempo   | Pos.        | Tempo     | Pos.      | Tempo       | Pos.        |
| ---------------------------------------------------------------------- | -------------------- | ------- | ----------- | --------- | --------- | ----------- | ----------- |
| Alessandra Marchioro Carolina Bergamaschi Pedro Costa Victor Rodrigues | 4x100 m livre misto  | 3:41.07 | 9º (3º q3)  |           |           | Não avançou | Não avançou |
| Bruna Rocha Julia Gerotto Pedro Henrique de Souza Vinicius Borges      | 4x100 m medley misto | 4:08.25 | 11º (4º q3) |           |           | Não avançou | Não avançou |

### Saltos ornamentais
| Atleta      | Evento                              | Elims. | Elims. | Final       | Final       |
| Atleta      | Evento                              | Pontos | Pos.   | Pontos      | Pos. final  |
| ----------- | ----------------------------------- | ------ | ------ | ----------- | ----------- |
| Nicole Cruz | Plataforma 10 m individual feminino | 313.85 | 11º    | 322.10      | 11º         |
| Pedro Abreu | Trampolim 3 m individual masculino  | 366.85 | 14º    | Não avançou | Não avançou |

## Esgrima
| Atleta              | Evento                      | Qualificação | Qualificação | Oitavas-de-final        | Quartas-de-final   | Semifinais         | Final              | Pos. final |
| Atleta              | Evento                      | Oponente Resultado | Pos.         | Oponente Resultado      | Oponente Resultado | Oponente Resultado | Oponente Resultado | Pos. final |
| ------------------- | --------------------------- | --- | ------------ | ----------------------- | ------------------ | ------------------ | ------------------ | ---------- |
| Guilherme Melaragno | Espada individual masculino | POL Tomasz Kruk D 4-5 EGY Saleh Saleh D 4-5 KAZ Kirill Zhakupov D 4-5 ITA Marco Fichera D 2-5 UKR Roman Svichkar V 5-4 | 10º          | POL Tomasz Kruk D 13-15 | Não avançou        | Não avançou        | Não avançou        | 11º        |

| Atleta                                                     | Evento         | Oitavas-de-final      | Quartas-de-final        | Classificação 5-8       | Disputa pelo 7º lugar         | Pos. final |
| Atleta                                                     | Evento         | Oponente Resultado    | Oponente Resultado      | Oponente Resultado      | Oponente Resultado            | Pos. final |
| ---------------------------------------------------------- | -------------- | --------------------- | ----------------------- | ----------------------- | ----------------------------- | ---------- |
| Guilherme Melaragno (como integrante da equipe Américas 2) | Equipes mistas | Equipe África V 28-25 | Equipe Europa 1 D 17-30 | Equipe Europa 3 D 23-30 | Equipe Ásia-Oceania 2 V 28-27 | 7º         |

## Ginástica

### Ginástica artística

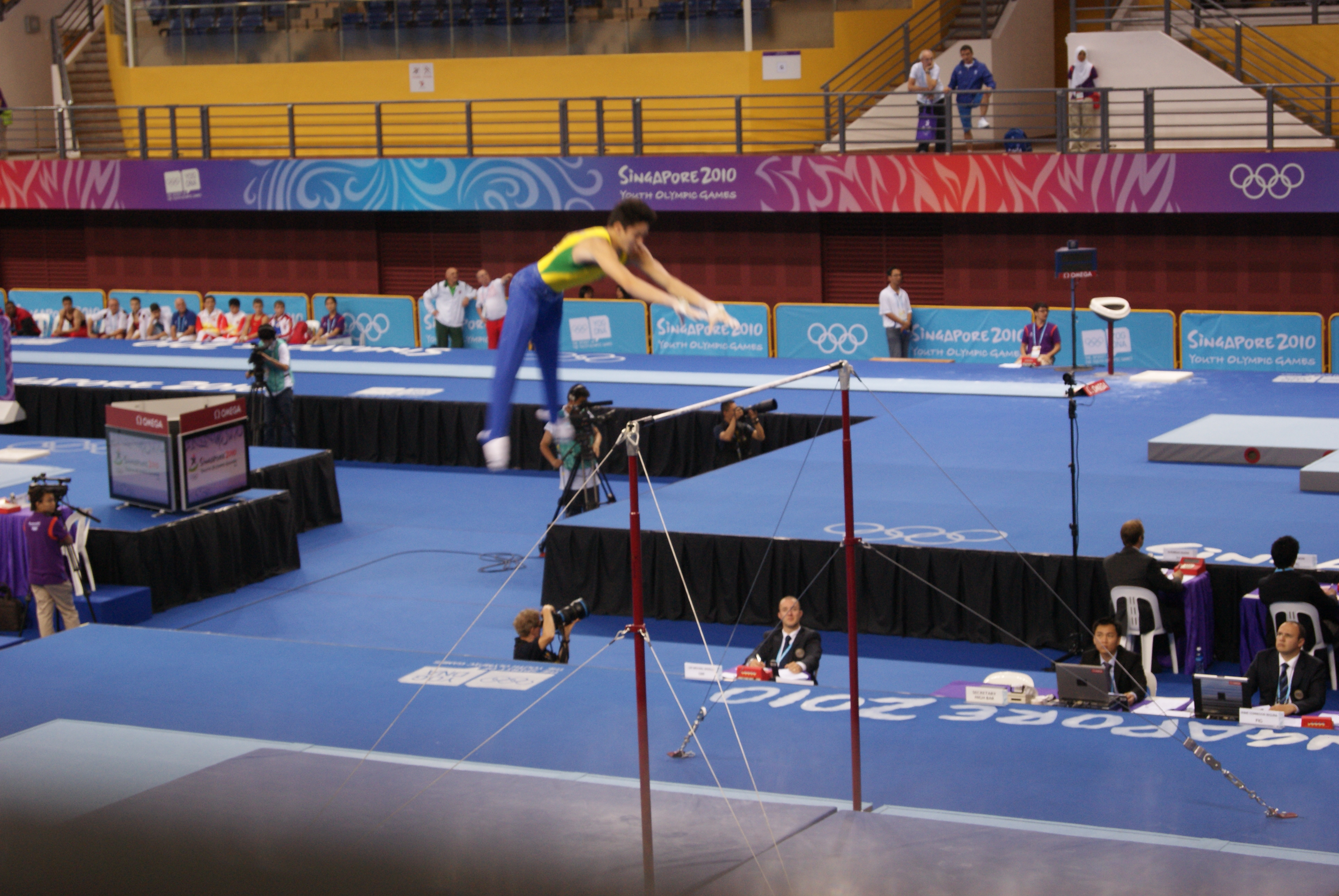
O ginasta Arthur Mariano em ação na barra fixa.

| Atleta         | Evento                       | Qualificação | Qualificação | Final por aparelhos | Final por aparelhos | Final individual geral | Final individual geral | Final individual geral | Final individual geral | Final individual geral | Final individual geral | Final individual geral | Final individual geral | Final individual geral | Final individual geral |
| Atleta         | Evento                       | Result.      | Pos.         | Result.             | Pos.                | Barras assimétricas    | Trave                  | Solo                   | Salto                  | Cavalo com alças       | Argolas                | Barras paralelas       | Barra fixa             | Total                  | Pos.                   |
| -------------- | ---------------------------- | ------------ | ------------ | ------------------- | ------------------- | ---------------------- | ---------------------- | ---------------------- | ---------------------- | ---------------------- | ---------------------- | ---------------------- | ---------------------- | ---------------------- | ---------------------- |
| Arthur Mariano | Solo masculino               | 13.500       | 22º          | Não avançou         | Não avançou         |                        |                        |                        |                        |                        |                        |                        |                        |                        |                        |
| Arthur Mariano | Cavalo com alças masculino   | 13.150       | 18º          | Não avançou         | Não avançou         |                        |                        |                        |                        |                        |                        |                        |                        |                        |                        |
| Arthur Mariano | Argolas masculino            | 11.950       | 37º          | Não avançou         | Não avançou         |                        |                        |                        |                        |                        |                        |                        |                        |                        |                        |
| Arthur Mariano | Salto masculino              | 15.350       | 17º          | 15.400              | 4º                  |                        |                        |                        |                        |                        |                        |                        |                        |                        |                        |
| Arthur Mariano | Barras paralelas masculino   | 13.450       | 16º          | Não avançou         | Não avançou         |                        |                        |                        |                        |                        |                        |                        |                        |                        |                        |
| Arthur Mariano | Barra fixa masculino         | 13.250       | 20º          | Não avançou         | Não avançou         |                        |                        |                        |                        |                        |                        |                        |                        |                        |                        |
| Arthur Mariano | Individual geral masculino   | 80.650       | 21º          |                     |                     |                        |                        | Não avançou            | Não avançou            | Não avançou            | Não avançou            | Não avançou            | Não avançou            | Não avançou            | Não avançou            |
| Harumy Freitas | Salto feminino               | 13.550       | 13º          | 13.425              | 6º                  |                        |                        |                        |                        |                        |                        |                        |                        |                        |                        |
| Harumy Freitas | Barras assimétricas feminino | 12.700       | 12º          | Não avançou         | Não avançou         |                        |                        |                        |                        |                        |                        |                        |                        |                        |                        |
| Harumy Freitas | Trave feminino               | 13.750       | 6º           | 13.450              | 5º                  |                        |                        |                        |                        |                        |                        |                        |                        |                        |                        |
| Harumy Freitas | Solo feminino                | 13.100       | 9º           | Não avançou         | Não avançou         |                        |                        |                        |                        |                        |                        |                        |                        |                        |                        |
| Harumy Freitas | Individual geral feminino    | 53.100       | 11º          |                     |                     | 11.800                 | 13.450                 | 13.150                 | 13.850                 |                        |                        |                        |                        | 52.250                 | 11º                    |

### Ginástica de trampolim
| Atleta       | Evento   | Qualificação | Qualificação | Final   | Final |
| Atleta       | Evento   | Result.      | Pos.         | Result. | Pos.  |
| ------------ | -------- | ------------ | ------------ | ------- | ----- |
| Daienne Lima | Feminino | 58.600       | 6º           | 26.400  | 8º    |

## Handebol
| Evento                        | Elenco | Preliminares | Preliminares                          | Preliminares | Semifinais                | Disputa pelo bronze     | Pos. final        |
| Evento                        | Elenco | Grupo        | Result.                               | Pos.         | Semifinais                | Disputa pelo bronze     | Pos. final        |
| ----------------------------- | --- | ------------ | ------------------------------------- | ------------ | ------------------------- | ----------------------- | ----------------- |
| Torneio Feminino de Handebol  | Ana Eduarda Vieira, Caroline Martins, Deborah Nunes, Elaine Barbosa, Fernanda Marques, Francielle da Rocha, Gabriela Constantino, Isadora Garcia, Juliana de Araújo, Keila Alves, Laís da Silva, Larissa Araújo, Patrícia da Silva, Thayanne Lopes | A            | RUS Rússia D 20-35 ANG Angola V 30-27 | 2º           | DEN Dinamarca D 25-30     | KAZ Cazaquistão V 45-23 | Medalha de bronze |
| Torneio Masculino de Handebol | André Leal, Arthur Patrianova, Daniel da Luz, Fernando Dutra, Fúlvio Volpe, José Filipe Rocha, Leonardo de Oliveira, Matheus Francisco, Matheus Costa Dias, Ricardo Assef, Rodolfo de Oliveira, Roney Franzini, Victor Lucio, Welton de Lima       | B            | Singapura V 53-7 EGY Egito E 31-31    | 1º           | KOR Coreia do Sul D 22-27 | FRA França D 40-27      | 4º                |

## Hipismo
| Atleta                                                      | Cavalo      | Evento            | Preliminares | Preliminares | Preliminares | Preliminares | Preliminares | Preliminares | Final       | Final       | Pos. final |
| Atleta                                                      | Cavalo      | Evento            | Rodada A     | Rodada A     | Rodada B     | Rodada B     | Rodada B     | Total A+B    | Penal.      | Tempo       | Pos. final |
| Atleta                                                      | Cavalo      | Evento            | Penal. salto | Pos.         | Penal. salto | Penal. tempo | Total B      | Total A+B    | Penal.      | Tempo       | Pos. final |
| ----------------------------------------------------------- | ----------- | ----------------- | ------------ | ------------ | ------------ | ------------ | ------------ | ------------ | ----------- | ----------- | ---------- |
| Guilherme Foroni                                            | The Hec Man | Saltos individual | 0            | 1º           | 8            | 0            | 8            | 8            | Não avançou | Não avançou | 9º         |
| Guilherme Foroni (como integrante da equipe América do Sul) | The Hec Man | Saltos por equipe | 12           | 4º           | 4            | 0            | 4            | 16           | Não avançou | Não avançou | 5º         |

## Judô
| Evento             | Atleta       | 1ª rodada    | 2ª rodada                | 3ª rodada                    | Semifinais                      | Final                      | Pos. final       |
| ------------------ | ------------ | ------------ | ------------------------ | ---------------------------- | ------------------------------- | -------------------------- | ---------------- |
| Até 63 kg feminino | Flávia Gomes | Sem oponente | BOT Neo Kapeko V 110-000 | GEO Sophio Beridze V 112-000 | LTU Laura Naginskaite V 002-000 | JPN Miku Tashiro D 000-100 | Medalha de prata |

| Evento              | Atleta         | 1ª rodada    | 2ª rodada                | 1ª rodada repescagem | 2ª rodada repescagem       | 3ª rodada repescagem | Semifinais repescagem | Final repescagem A | Disputa pelo bronze A | Pos. final |
| ------------------- | -------------- | ------------ | ------------------------ | -------------------- | -------------------------- | -------------------- | --------------------- | ------------------ | --------------------- | ---------- |
| Até 66 kg masculino | Mateus Machado | Sem oponente | ROU Ioan Visan D 000-100 | Sem oponente         | GEO Beka Tugushi D 000-100 | Não avançou          | Não avançou           | Não avançou        | Não avançou           | --         |

| Evento         | Atleta                                               | 1ª rodada    | 2ª rodada               | Semifinais  | Final       | Pos. final |
| -------------- | ---------------------------------------------------- | ------------ | ----------------------- | ----------- | ----------- | ---------- |
| Equipes mistas | Mateus Machado (como integrante da equipe Nova York) | Sem oponente | ZZX Equipe Tóquio D 4-4 | Não avançou | Não avançou | 5º         |

## Pentatlo moderno
| Atleta                                 | Evento               | Esgrima (Espada 1 toque) | Esgrima (Espada 1 toque) | Esgrima (Espada 1 toque) | Natação (200 m livre) | Natação (200 m livre) | Natação (200 m livre) | Corrida e tiro (3000 m, pistola a laser) | Corrida e tiro (3000 m, pistola a laser) | Corrida e tiro (3000 m, pistola a laser) | Pontuação total | Pos. final |
| Atleta                                 | Evento               | Result.                  | Pos.                     | Pontos                   | Tempo                 | Pos.                  | Pontos                | Tempo                                    | Pos.                                     | Pontos                                   | Pontuação total | Pos. final |
| -------------------------------------- | -------------------- | ------------------------ | ------------------------ | ------------------------ | --------------------- | --------------------- | --------------------- | ---------------------------------------- | ---------------------------------------- | ---------------------------------------- | --------------- | ---------- |
| Mariana Laporte                        | Individual feminino  | 9                        | 14º                      | 720                      | 2:25.60               | 12º                   | 1056                  | 15:03.67                                 | 24º                                      | 1388                                     | 3164            | 24º        |
| William Muinhos                        | Individual masculino | 7                        | 7º                       | 640                      | 2:09.97               | 11º                   | 1244                  | 11:34.93                                 | 13º                                      | 2224                                     | 4108            | 17º        |
| Mariana Laporte e SVK Jan Szalay       | Equipes mistas       | 45                       | 13º                      | 810                      | 2:07.62               | 15º                   | 1272                  | 19:56.98                                 | 24º                                      | 1296                                     | 3378            | 24º        |
| William Muinhos e FRA Manon Carpentier | Equipes mistas       | 35                       | 22º                      | 710                      | 2:06.88               | 14º                   | 1280                  | 16:17.28                                 | 13º                                      | 2172                                     | 4162            | 17º        |

## Remo
| Atleta              | Prova                   | Elim.   | Elim.      | Repescagem | Repescagem | Semifinais | Semifinais    | Final   | Final        |
| Atleta              | Prova                   | Tempo   | Pos.       | Tempo      | Pos.       | Tempo      | Pos.          | Tempo   | Pos.         |
| ------------------- | ----------------------- | ------- | ---------- | ---------- | ---------- | ---------- | ------------- | ------- | ------------ |
| Tiago Ribeiro Braga | Skiff simples masculino | 3:26.01 | 2º(bat. 2) | 3:34.62    | 1º(rep. 2) | 3:30.52    | 3º (sf A/B 2) | 3:27.73 | 7º (Final A) |

## Tênis
| Atleta                                                    | Evento            | 1ª rodada                                             | 2ª rodada                           | Quartas-de-final                                          | Semifinais         | Final              | Pos. final |
| Atleta                                                    | Evento            | Oponente Resultado                                    | Oponente Resultado                  | Oponente Resultado                                        | Oponente Resultado | Oponente Resultado | Pos. final |
| --------------------------------------------------------- | ----------------- | ----------------------------------------------------- | ----------------------------------- | --------------------------------------------------------- | ------------------ | ------------------ | ---------- |
| Tiago Fernandes (cabeça-de-chave nº 3)                    | Simples masculino | GER Peter Heller V 2-1 (6-1, 5-7 e 6-4)               | SVK Jozef Kovalik V 2-0 (7-6 e 6-1) | RUS Victor Baluda D 0-2 (2-6 e 6-7)                       | Não avançou        | Não avançou        | --         |
| Tiago Fernandes e ARG Renzo Olivo (cabeças-de-chave nº 2) | Duplas masculinas | GER Peter Heller GER Kevin Krawietz V 2-0 (6-3 e 7-5) | Não houve                           | PAR Diego Galeano VEN Ricardo Rodriguez D 0-2 (4-6 e 4-6) | Não avançaram      | Não avançaram      | --         |

## Tênis de mesa
| Atleta            | Evento           | Preliminares | Preliminares | Preliminares | 2ª fase | 2ª fase | 2ª fase | Quartas-de-final | Semifinais  | Final       | Pos. final |
| Atleta            | Evento           | Grupo        | Confrontos | Pos.         | Grupo   | Confrontos | Pos.    | Quartas-de-final | Semifinais  | Final       | Pos. final |
| ----------------- | ---------------- | ------------ | --- | ------------ | ------- | --- | ------- | ---------------- | ----------- | ----------- | ---------- |
| Caroline Kumahara | Simples feminino | D            | GUY Adielle Rosheuvel V 3-0 (11-3, 11-2, 11-6) RUS Yana Noskova D 0-3 (10-12, 7-11, 9-11) TPE Hsin Huang V 3-0 (11-9, 11-8, 11-6) | 2º           | CC      | NED Britt Erland D 0-3 (9-11, 8-11, 5-11) MDA Olga Bliznet D 0-3 (8-11, 8-11, 6-11) THA Suthasini Sawettabut D 0-3 (7-11, 9-11, 6-11) | 4º      | Não avançou      | Não avançou | Não avançou | --         |

| Evento     | Atleta            | Preliminares | Preliminares | Preliminares | 2ª fase consolação | 2ª fase consolação | 2ª fase consolação | Pos. final |
| Evento     | Atleta            | Grupo        | Confrontos | Pos.         | Grupo              | Confrontos | Pos.               | Pos. final |
| ---------- | ----------------- | ------------ | --- | ------------ | ------------------ | --- | ------------------ | ---------- |
| Eric Jouti | Simples masculino | C            | FRA Simon Gauzy D 0-3 (13-15, 2-11, 4-11) UZB Elmurod Holikov V 3-0 (11-9, 11-6, 11-1) NED Koen Hageraats D 2-3 (7-11, 11-9, 9-11, 11-9, 5-11) | 3º           | GG                 | ARG Pablo Saragovi V 3-0 (11-4, 11-7, 11-6) TUN Adem Hmam D 2-3 (8-11, 11-7, 9-11, 11-4, 7-11) ECU Rodrigo Tapia V 3-0 (11-4, 11-3, 11-8) | 2º                 | --         |

| Atleta                         | Evento         | Preliminares | Preliminares                                                        | Preliminares | 2ª fase                   | Quartas-de-final | Semifinais  | Final       | Pos. final |
| Atleta                         | Evento         | Grupo        | Confrontos                                                          | Pos.         | 2ª fase                   | Quartas-de-final | Semifinais  | Final       | Pos. final |
| ------------------------------ | -------------- | ------------ | ------------------------------------------------------------------- | ------------ | ------------------------- | ---------------- | ----------- | ----------- | ---------- |
| Caroline Kumahara e Eric Jouti | Equipes mistas | A            | JPN Japão D 0-3 (0-3, 0-3, 0-3) Pan-América 1 V 2-1 (3-1, 1-3, 3-2) | 2º           | Europa 1 D 0-2 (1-3, 1-3) | Não avançou      | Não avançou | Não avançou | 9º         |

## Tiro
| Evento                       | Atleta    | Qualificação | Qualificação | Qualificação | Qualificação | Qualificação | Qualificação | Qualificação | Qualificação | Final | Final | Final | Final | Final | Final | Final | Final | Final | Final | Final       | Final | Final      |
| Evento                       | Atleta    | 1            | 2            | 3            | 4            | 5            | 6            | Total        | Pos.         | 1     | 2     | 3     | 4     | 5     | 6     | 7     | 8     | 9     | 10    | Total final | Total | Pos. final |
| ---------------------------- | --------- | ------------ | ------------ | ------------ | ------------ | ------------ | ------------ | ------------ | ------------ | ----- | ----- | ----- | ----- | ----- | ----- | ----- | ----- | ----- | ----- | ----------- | ----- | ---------- |
| Pistola de ar 10 m masculino | Felipe Wu | 97           | 96           | 94           | 95           | 96           | 98           | 576          | 2º           | 9.2   | 10.1  | 10.2  | 10.4  | 10.3  | 9.9   | 9.0   | 10.7  | 9.7   | 10.5  | 100.0       | 676.0 |            |

## Triatlo
| Evento               | Triatleta                                           | Natação | Transição 1 | Ciclismo | Transição 2 | Corrida | Tempo total | Pos. |
| -------------------- | --------------------------------------------------- | ------- | ----------- | -------- | ----------- | ------- | ----------- | ---- |
| Individual masculino | Iuri Venuto                                         | 9:30    | 0:28        | 30:22    | 0:20        | 17.27   | 58:07.96    | 22º  |
| Revezamento misto    | Iuri Venuto (como integrantes da equipe Américas 3) |         |             |          |             |         | 1:26:34.25  | 11º  |

## Vela
| Atleta             | Evento              | Regata | Regata | Regata | Regata | Regata | Regata | Regata | Regata | Regata | Regata | Regata    | Regata | Total | Posição |
| Atleta             | Evento              | 1      | 2      | 3      | 4      | 5      | 6      | 7      | 8      | 9      | 10     | 11        | M      | Total | Posição |
| ------------------ | ------------------- | ------ | ------ | ------ | ------ | ------ | ------ | ------ | ------ | ------ | ------ | --------- | ------ | ----- | ------- |
| Alexander Elstrodt | Byte CII masculino  | 24     | 11     | 10     | 6      | 18     | 17     | 5      | 23     | 4      | 24     | 17        | 16     | 127   | 17º     |
| Claudia Mazzaferro | Byte CII feminino   | 21     | 6      | 3      | 3      | 10     | 4      | 12     | 21     | 13     | OCS    | 13        | 6      | 81    | 6º      |
| Wendy Soares       | Techno 293 feminino | 15     | 15     | 17     | 13     | 13     | 9      | 16     | 12     | 16     | 10     | Não houve | 18     | 137   | 14º     |

Notas:
- M - Regata da Medalha
- OCS – On the Course Side of the starting line
- DSQ – Disqualified (Desclassificado)
- DNF – Did Not Finish (Não completou)
- DNS – Did Not Start (Não largou)
- BFD – Black Flag Disqualification (Desclassificado por bandeira preta)
- RAF – Retired after Finishing (Aposentou-se após completar a prova)